# Noguerosa
Noguerosa (llamada oficialmente San Cosme de Nogueirosa) es una parroquia española del municipio de Puentedeume, en la provincia de La Coruña, Galicia. Destaca el Castillo de Andrade como monumento en esta parroquia  

## Entidades de población
Entidades de población que forman parte de la parroquia:
- A Gándara
- Barral (O Barral)
- Cabria Vella (Cabría Vella)
- Campo de Cosme
- Capilla (A Capela)
- Castelo (O Castelo)
- Castro (O Castro)
- Cruz do Cabildo (A Cruz do Cabildo)
- Esteiro
- Figueirido o Figuerido (Figueirido)
- Goibe de Arriba (Goive de Arriba)
- Graña (A Graña)
- Lourido (O Lourido)
- O Seixo
- Píllada (A Pillada)
- Pontellas (As Pontellas)
- San Cibrao
- San Cosme
- Silvar (O Silvar)
- Viña (A Viña)

## Despoblado
- Ameneiral (O Ameneiral)

## Demografía
| Gráfica de evolución demográfica de Noguerosa entre 2000 y 2019 |
|                                                                 |
| Datos según el nomenclátor publicado por el INE.                |